# Л-39М1
Л-39М1 — украинский вариант модернизации реактивного учебно-боевого самолёта L-39С чехословацкого производства.

## История
Самолёт Л-39М1 был разработан в 2002—2009 годах и официально принят на вооружение ВВС Украины приказом министра обороны Украины № 347 от 8 июля 2009 года. В программе модернизации участвуют несколько предприятий военно-промышленного комплекса Украины: ГП «Одесский авиационный завод», КП CКБ «Арсенал», ЗМКБ «Прогресс», ГП «Оризон-Навигация», ОАО НТК «Электронприбор».
В 2002 году для самолётов L-39 был разработан модернизированный вариант турбореактивного двигателя АИ-25ТЛ с дополнительным максимальным боевым режимом повышенной тяги и улучшенной приёмистостью на малых высотах, получивший наименование АИ-25ТЛШ.
В январе 2005 года Чугуевский авиаремонтный завод начал выполнение элементов модернизации ремонтируемых самолётов L-39 (на десяти самолётах L-39 для иностранных заказчиков была проведена замена системы автоматической регистрации параметров полёта САРПП-12 на бортовой аварийно-эксплуатационный регистратор полётной информации БУР-4-1).
В 2007 году аналогичные работы были выполнены командированными специалистами Чугуевского АРЗ на шести самолётах L-39 ВВС Азербайджана.
В 2010 году на вооружение ВВС Украины поступили первые два Л-39М1, в декабре 2011 года — ещё два, 26 июня 2012 — ещё два, в конце 2013 года начали модернизацию ещё одного L-39.
В марте 2014 года три модернизированных самолёта Л-39М1 из состава 204-й бригады тактической авиации ВВС Украины (находившиеся на аэродроме Бельбек) были утрачены после аннексии Крыма Россией.
По официальным данным министерства обороны Украины, опубликованным в справочном издании «Белая книга Украины», в 2014 году работ по модернизации самолётов L-39 до уровня Л-39М1 не осуществлялось и дополнительные самолёты Л-39М1 в войска не поступали; в 2015 году выполнение работ по модернизации самолётов вооружённых сил Украины до уровня Л-39М1 продолжалось, но в войска не передали ни одного самолёта этого типа.
В 2016 году Одесский авиазавод отремонтировал и передал в войска ещё два Л-39М1 и один Л-39М, в 2017 году в войска передали Л-39М1.
По состоянию на начало сентября 2017 года, четыре Л-39М1 (бортовые номера 101, 102, 103, 107) и два Л-39М (бортовые номера 109 и 110) были сосредоточены в составе 40-й бригады тактической авиации и базировались на аэродроме Васильков.
26 сентября 2018 года Одесский авиазавод передал в войска ещё один Л-39М1, 24 октября 2018 года — ещё один Л-39М1.
В 2020 году была запланирована модернизация двух L-39 и 23 ноября 2020 года первый модернизированный Л-39М1 был передан в войска.
В 2021 году был модернизирован один Л-39М, который был официально передан в войска 6 декабря 2021 года на аэродроме Озёрное в Житомирской области.

## Описание
Модернизация самолёта L-39С до уровня Л-39М1 позволяет улучшить лётно-технические характеристики и продлить лётный ресурс самолёта.
В ходе модернизации производятся капитальный ремонт, ремоторизация (двигатель АИ-25ТЛ заменяют на модернизированный двигатель АИ-25ТЛШ, производство которого в 2008 году освоило ЗМКБ «Прогресс» — что позволило увеличить тягу с 1720 до 1850 кг и вдвое уменьшить время приёмистости) и установка дополнительного оборудования (усовершенствована система управления силовой установкой, установлены станция спутниковой GPS-навигации СН-3307 производства ГП «Оризон-Навигация» и бортовой аварийно-эксплуатационный регистратор полётной информации БУР-4-1 с дополнительными датчиками и устройствами производства киевского ОАО НТК «Электронприбор»).
Масса Л-39М1 составляет 3500 кг, максимальная скорость — 785 км/ч, дальность полёта — 980 км.
На самолёт Л-39М дополнительно установлен созданный в ходе выполнения программы ОКР «Політ» бортовой тренажерный комплекс БТК-39, в состав которого входят многофункциональный индикатор лётчика БФИ-1 с рабочим полем 158×88 мм (производства киевской компании ООО «Авиарм»), многофункциональный индикатор инструктора БФИ-2 с рабочим полем 210×158 мм (производства винницкой компании «Гелий»), индикатор на фоне лобового стекла ИЛС-39 с полем зрения 24° и пульт управления боевыми режимами ПУБР (производства киевского СКБ «Арсенал»), а также система аудио-видеорегистрации САВР-29 (производства ОАО НТК «Электронприбор») и модуль воздушных сигналов МПП-1-2В (производства харьковского ОАО «Авиаконтроль»).

## Варианты и модификации
- Л-39М1 — модернизированный вариант 2009 года
- Л-39М — модификация L-39, разработка которой была объявлена в 2008 году[5] и завершена в 2013 году[25]. Является летающим тренажёром для подготовки пилота к боевой работе на истребителе МиГ-29[26]. Отличается от базового варианта наличием бортового тренажёрного комплекса БТК-39, который предназначен для имитации работы прицельного комплекса истребителя МиГ-29. Выполнение учебно-тренировочного полёта на Л-39М стоит почти в три раза дешевле, чем на боевом истребителе. Стоимость модернизации одного L-39 до уровня Л-39М зависит от технического состояния самолёта и составляет от 12 до 15 млн. долларов США[4]. 4 марта 2015 года самолёт был принят на вооружение вооружённых сил Украины[27].

## Страны-эксплуатанты
- Уганда — в 2018—2019 гг. Одесский авиазавод выполнил ремонт и модернизацию шести L-39ZA для ВВС Уганды[28]
- Украина